# エドソン・バドル
エドソン・マイケル・バドル（Edson Michael Buddle, 1981年5月21日 - ）は、アメリカ・ニューヨーク州ニューロシェル出身のサッカー選手、アメリカ代表。ポジションはセンターフォワード。
2000年にUSL1部リーグの前身にあたるAリーグのロングアイランド・ラフライダーズ（en）でキャリアを始め、その後、2001年から2010年までにメジャーリーグサッカーのコロンバス・クルー、ニューヨーク・レッドブルズ、トロントFC、ロサンゼルス・ギャラクシーに在籍する。ドイツ2部FCインゴルシュタット04への在籍を経てロサンゼルス・ギャラクシーに復帰した。アメリカ代表としては、2010 FIFAワールドカップで2試合に出場した。

## 経歴

### クラブ

#### 初期
ジャマイカ出身のプロサッカー選手ウィンストン（Winston）を父に持ち、ペレの本名であるエドソン・アランチス・ドゥ・ナシメントにちなんでエドソンと名付けられてニューヨーク州ニューロシェルに生まれたバドルは、1999年からステートフェアコミュニティ大学のステートフェア・ロードランナーズ（State Fair Roadrunners）に1年在籍してNCAA男子ディビジョンIサッカーチャンピオンシップに出場。2000年にはAリーグのロングアイランド・ラフライダーズ（en）と契約してプロキャリアを始め、11得点4アシストでチームの北東部地区優勝に貢献し、新人賞の最終候補に選出された。

#### MLS
コロンバス・クルー
Aリーグでのパフォーマンスから上位リーグであるメジャーリーグサッカーの関心を集め、2001年のMLSスーパードラフトで全体の27番目にコロンバス・クルーから指名されて入団した。1年目は僅か556分という短時間の出場機会ながらも3得点2アシストを挙げて自身の才能を示すことに成功し、翌年の21歳の時には出場時間1304分9試合5アシストを記録することでリーグ最高の若手ストライカーの1人としての地位を確立。また、USオープンカップのタイトルを獲得した。2002年シーズンは、負傷の問題に悩まされて先発出場が16試合だったものの、苦しむ中で9得点4アシストを記録し、翌2004年シーズンも同様に負傷により多くの出場機会を逃しながらも先発20試合で11得点2アシストを記録した。9得点2アシストを記録した2005年シーズンは、コロンバスの警察の指示によって路肩に停車した際に飲酒テストを拒否したことで"薬物乱用とメンタルヘルス"の方針によって1ヶ月の出場停止の処分となっていた。
ニューヨーク・レッドブルズ＆トロント
2006年シーズンは、エディ・ガヴァン（en）とクリス・リーチ（en）の2名とのトレードでニューヨーク・レッドブルズと契約。しかし、足の負傷の影響から僅か6得点にとどまる失望の結果となり、同年の11月22日にティム・リーガン（en）とのトレードでトロントFCへ放出された。トロントでは、10試合0得点とレッドブルズの時以上に結果を残せずにいたが、2007年5月12日にBMOフィールドで行われたシカゴ・ファイアー戦（3-1）でクラブ史上初のMLSでの得点を記録したダニー・ディチオ（en）の得点をアシストしている。
ロサンゼルス・ギャラクシー
2007年6月13日にタイロン・マーシャル（en）とのトレードでロサンゼルス・ギャラクシーと契約し、6月17日のレアル・ソルトレイク戦（3-2）で初得点を挙げた。移籍当初のチームの前線にカルロス・ルイス（en）、ランドン・ドノバン、アラン・ゴードン（en）の存在があったために定位置を確保することは厳しいと予想されていたが、ルイスの負傷やドノバンが代表で度々離脱した好機を活かし、先発の座を掴んで得点を量産していくことになる。
第8週目のFCダラス戦と第12週目のサンノゼ・アースクエイクス戦でハットトリックを達成し、それぞれ週間最優秀選手賞に選出される活躍を見せており、後者の試合後に同僚のデイビッド・ベッカムから「エドソンは試合毎に良くなっている。彼はそれを今夜証明した」と称賛され、2008年6月22日の古巣コロンバス・クルー戦でシーズン9得点目を挙げると、ルート・フリット監督からは「真のプロであり、非常に満足」とその仕事ぶりを評価された。このバドルの好調についてESPNのアンドレア・カナレス（Andrea Canales）記者から「時折怠惰なプレーを見せると評価されていたことに苦しんでいたが、ベッカムのような選手から指導されて改善したことが自信に繋がり得点を量産出来るようになった」と指摘され、MLS ExtraTimeの評論家シェプ・メッシング（en）からは、「互いを補完し合うドノバンとバドル以上のコンビはいないと思う」と称賛された。
2009年シーズンは僅か5得点に終わったことで2010年シーズンは、その鬱憤を晴らすかのように最初の4試合で7得点を挙げ、さらに5月中旬までの間に得点を9得点まで伸ばすと2010 FIFAワールドカップのメンバー入りを果たした。ワールドカップ後も好調さを見せたことから、代表での仕事から度々リーグ戦に欠場していたことにもかかわらずMLSオールスターゲームに選出されたが、チームで唯一出場することはなかった。最終的にチームとしては、サポーターズ・シールドと西地区優勝のタイトルを獲得し、バドル個人としてはチームのMVP、得点王、人道支援賞を受賞。さらにMLSベストイレブンに選出された。

#### 国外
2011年11月10日にドイツ2部のFCインゴルシュタット04と契約し、初出場を飾った1月21日のMSVデュースブルク戦（1-1）で初得点を挙げたように加入直後こそ活躍を見せたものの、全体的に見れば苦戦をしており、2012年の冬の中断期間で新天地を求めて1月16日にイングランド1部のエヴァートンFCの入団テストに参加した。だが、契約を勝ち取ることが出来ず、1月31日にインゴルシュタットと契約が終了したことで自由契約選手となった。

#### MLS復帰
ロサンゼルス・ギャラクシー
インゴルシュタットから放出後、2012年2月1日にロサンゼルス・ギャラクシーと再契約をする。しかし、2012年シーズンは先発10試合3得点にとどまり、バドルがMLSに初参加した2001年シーズン以降で最悪の出来に終わり、2度目のロサンゼルス・ギャラクシーでの生活は失望、そして短命となった。
コロラド・ラピッズ
2012年12月14日に配当金と2013年度の追加ドラフトでの1巡目の指名権との引き換えでコロラド・ラピッズへ移籍した。

### 代表
世代別代表としては、U-18とU-20、U-23でプレーしており、2001 FIFAワールドユース選手権に出場した。ブルース・アリーナ監督の下、2003年3月29日のベネズエラとの親善試合（2-0）でブライアン・マクブライドに代わって80分からA代表初出場を飾って以降、7年に渡って出場することはなかったが、2010年5月11日に2010 FIFAワールドカップへ向けた30人の候補に急遽選出され、5月25日のチェコ（2-4）との親善試合に出場した。翌26日にワールドカップへの23人のメンバー入りを果たすと、大会直前の最後の調整試合である6月5日のオーストラリア戦（3-1）で前半に代表初得点を含めて2得点を挙げ、本大会ではイングランド戦とアルジェリア戦の2試合に途中出場をした。

## 代表歴

### 出場大会
- アメリカ代表
  - 2010 FIFAワールドカップ

### 試合数
- 国際Aマッチ 11試合 3得点（2003年-2012年）[26]

| アメリカ代表 | 国際Aマッチ | 国際Aマッチ |
| 年           | 出場        | 得点        |
| ------------ | ----------- | ----------- |
| 2003         | 1           | 0           |
| 2004         | 0           | 0           |
| 2005         | 0           | 0           |
| 2006         | 0           | 0           |
| 2007         | 0           | 0           |
| 2008         | 0           | 0           |
| 2009         | 0           | 0           |
| 2010         | 5           | 2           |
| 2011         | 4           | 1           |
| 2012         | 1           | 0           |
| 通算         | 11          | 3           |

## タイトル
クラブ
コロンバス・クルー
- サポーターズ・シールド : 2004
- USオープンカップ : 2002
- メジャーリーグサッカー東地区 : 2004

ロサンゼルス・ギャラクシー
- MLSカップ : 2012
- サポーターズ・シールド : 2010
- メジャーリーグサッカー西地区
  - レギュラーシーズン : 2009, 2010
  - プレーオフ : 2012

個人
- MLS月間最優秀選手賞（英語版） : 2002年8月度, 2010年4月度
- MLSベストイレブン : 2010